# Pycnanthus fleurei
Pycnanthus fleurei is een zeeanemonensoort uit de familie Actinostolidae. De anemoon komt uit het geslacht Pycnanthus. Pycnanthus fleurei werd in 1910 voor het eerst wetenschappelijk beschreven door Stuckey & Walton. 